# Bruce Arthur
Richard Bruce Arthur (ur. 2 listopada 1921 w Melbourne, zm. 22 marca 1998 na Dunk Island) – australijski zapaśnik walczący w stylu wolnym. Olimpijczyk z Londynu 1948, gdzie zajął dziewiąte miejsce w kategorii do 79 kg.
Srebrny medalista igrzysk Imperium Brytyjskiego w 1950 i czwarty w 1954 roku.

## Letnie Igrzyska Olimpijskie 1948
| Konkurencja      | Rundy eliminacyjne    | Rundy eliminacyjne | Rundy eliminacyjne | Klas. końcowa |
| Konkurencja      | Przeciwnik I          | Przeciwnik II      | Przeciwnik III     | Miejsce       |
| ---------------- | --------------------- | ------------------ | ------------------ | ------------- |
| 79 kg styl wolny | Adil Candemir (TUR) P | Keshav Roy (IND) Z | Glen Brand (USA) P | 9.            |